# Southwark Bridge
 Southwark Bridge är en bågbro över floden Themsen i London i Storbritannien. Den invigdes 6 juni 1921 och ersatte en tidigare bro från 1819.

## Den första bron

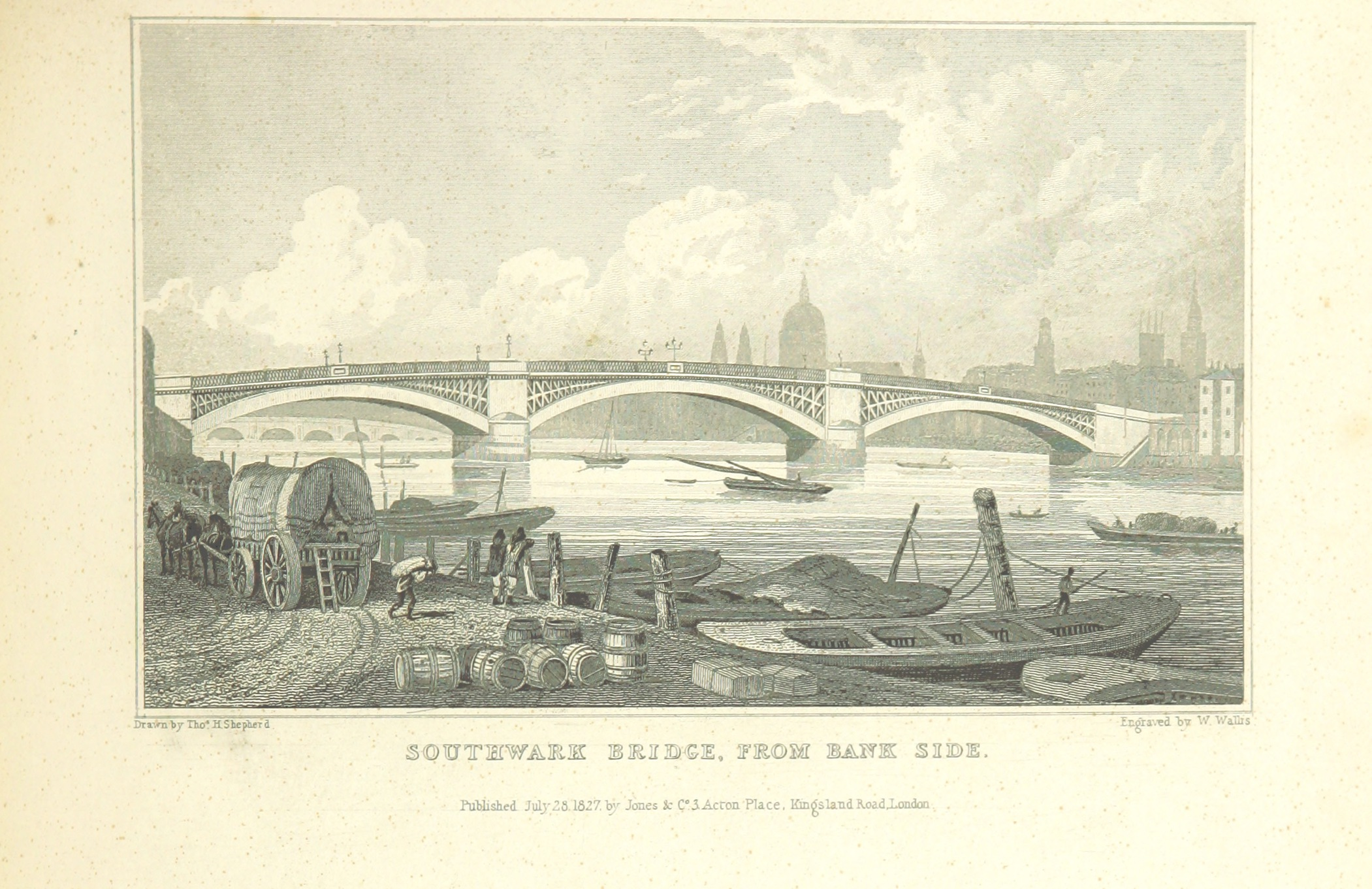
Den första bron, 1828.

Den första bron på platsen var av gjutjärn och ritades av John Rennie. Det var en 213 meter lång bågbro med tre valv. Det längsta valvet var med sina 73 meter världens längsta när det byggdes. Pelarna var av granit och stod på träpålar. Bron var 12,8 meter bred och den fria segelhöjden var 12,8 meter vid högvatten.
Trafiken på bron begränsades dock av de dåliga tillfartsvägarna och broavgiften. När den togs bort 1864 ökade trafiken efterhand så mycket att man beslöt att bygga en ny bro. 

## Den andra bron
Den nuvarande bron ritades av arkitekt Ernest George i samarbete med ingenjörsfirman Mott, Hay and Andersson. Den är byggt i stål av firman Sir William Arrol & Co. Brobygget började år 1913, men avbröts av första världskriget och blev först färdigt år 1921, till en kostnad av 375 000 pund. Bron invigdes av kung Georg V och drottning Mary 6 juni samma år. En minnesplakett är uppsatt på västra sidan av bron.

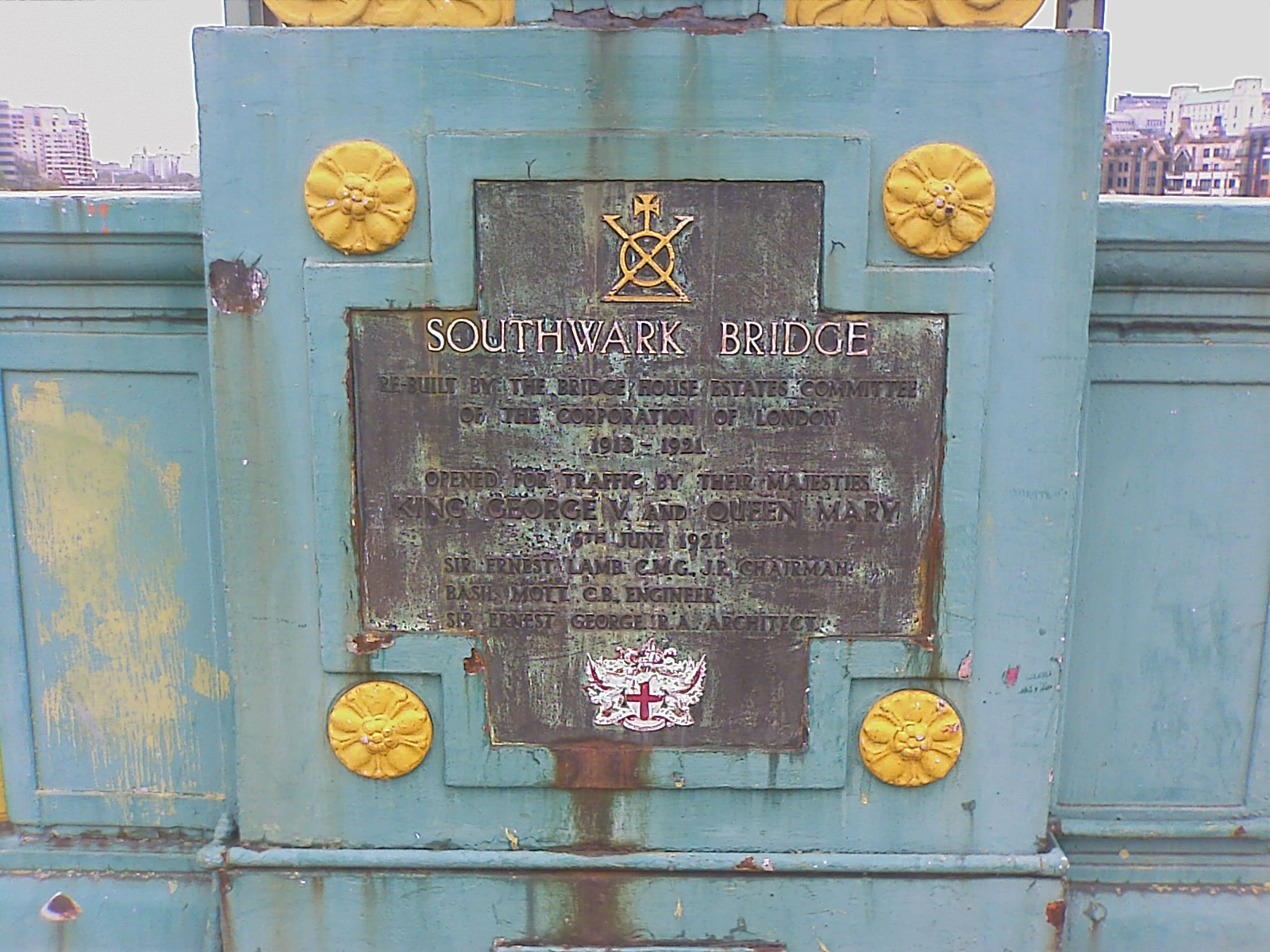
Minnesplaketten.

Southwark Bridge ägs och drivs av London stad. Den kulturskyddades år 1995 och renoverades 2008–2011.